# 我不笨所以我说说说
《我不笨所以我说说说》是一部1995年的美國家庭喜劇劇情影片，由马克刘易斯（Mark Lewis）執導。電影中故事讲述了小猪哥弟（Gordy）寻找他失踪的家人。這部電影是由米拉麥克斯家庭影業（Miramax Family Films）於1995年5月12日發行上映的。

## 外部連結
- AllMovie上《我不笨所以我说说说》的资料（英文）
- 互联网电影数据库（IMDb）上《我不笨所以我说说说》的资料（英文）
- 爛番茄上《我不笨所以我说说说》的資料（英文）